# André Lotterer
André Lotterer (Duisburg, 19 november 1981) is een Duits-Belgisch autocoureur. Hij won met Marcel Fässler en Benoît Tréluyer de 24 uur van Le Mans voor Audi in 2011, 2012 en 2014.
Lotterer reed in 2002 in zowel het Duitse als het Britse Formule 3-kampioenschap en werd de testcoureur van het Formule 1-team Jaguar Racing. Hij werd getipt voor een stoeltje bij dit team in 2003 omdat Eddie Irvine stopte en Pedro de la Rosa wegging bij het team, maar het team koos voor Mark Webber en Antônio Pizzonia. 
Lotterer reed eenmaal in een Champ Car-race aan het eind van 2002 en scoorde een punt. Sinds die tijd rijdt hij in Japan in zowel de Formule Nippon als de Super GT, waarin hij het goed doet. In 2006 en 2009 won hij de Super GT.
Lotterer maakte in 2009 zijn debuut in de 24 uur van Le Mans als een invalcoureur voor het team Kolles met een Audi. Lotterer en zijn co-coureur Charles Zwolsman, ook een Le Mans-rookie, reden de race met zijn tweeën omdat derde Narain Karthikeyan zijn schouder had gebroken. In een Audi R10, de auto die de 24 uur van Le Mans in 2006, 2007 en 2008 won, finishten Lotterer en Zwolsman 7e in de LMP1-klasse.
In 2009 reed Lotterer twee rondes in de A1GP voor A1 Team Duitsland.
In 2014 vervangt Lotterer, twaalf jaar na zijn testrol bij Jaguar, eenmalig Caterham F1 Team-coureur Kamui Kobayashi  tijdens de Grand Prix van België.
Vanaf het seizoen 2017-2018 rijdt Lotterer voor het team van Techeetah in de Formule E.

## Resultaten

### A1GP
| Jaar    | Inschrijving      | 1       | 2       | 3       | 4       | 5       | 6       | 7       | 8       | 9       | 10      | 11         | 12        | 13      | 14      | Rang | Punten |
| ------- | ----------------- | ------- | ------- | ------- | ------- | ------- | ------- | ------- | ------- | ------- | ------- | ---------- | --------- | ------- | ------- | ---- | ------ |
| 2008-09 | A1 Team Duitsland | NED SPR | NED FEA | CHI SPR | CHI FEA | MAL SPR | MAL FEA | NZL SPR | NZL FEA | RSA SPR | RSA FEA | POR SPR NF | POR FEA 9 | GBR SPR | GBR FEA | 21   | 2      |

### Formule 1-carrière
| Jaar/Jaren | Team     |
| ---------- | -------- |
| 2014       | Caterham |

|                       | 2014* | Totaal |
| --------------------- | ----- | ------ |
| Aantal races          | 1     | 1      |
| Aantal zeges          | 0     | 0      |
| Aantal pole-positions | 0     | 0      |
| Aantal snelste ronden | 0     | 0      |
| Aantal podiumplaatsen | 0     | 0      |
| Aantal WK-punten      | 0     | 0      |
| Eindstand WK          | -     |        |

#### Totale Formule 1-resultaten
| Seizoen | Inschrijving     | Chassis       | Motor                         | 1   | 2   | 3   | 4   | 5   | 6   | 7   | 8   | 9   | 10  | 11  | 12      | 13  | 14  | 15  | 16  | 17  | 18  | 19  | Pos | Punten |
| ------- | ---------------- | ------------- | ----------------------------- | --- | --- | --- | --- | --- | --- | --- | --- | --- | --- | --- | ------- | --- | --- | --- | --- | --- | --- | --- | --- | ------ |
| 2014    | Caterham F1 Team | Caterham CT05 | Renault Energy F1-2014 1.6 V6 | AUS | MAL | BHR | CHN | SPA | MON | CAN | OOS | GBR | DUI | HON | BEL DNF | ITA | SIN | JPN | RUS | VST | BRA | ABU | -   | 0      |